# Tanino Liberatore
Tanino Liberatore (Gaetano Liberatore: Quadri,  municipio de la provincia de Chieti, 12 de abril de 1953): historietista, ilustrador y pintor  italiano. También desarrolla actividad en el mundo del cine.

## Biografía
A los 13 años frecuentaba la escuela secundaria de artes de Pescara, y allí conoció a Andrea Pazienza. Liberatore terminó sus estudios en la facultad de arquitectura de la Universidad de Roma. Desde 1974 hasta 1978, diseñó portadas de discos de la casa RCA Italiana, y trabajó para algunas agencias publicitarias. 
Conoció a Stefano Tamburini en 1978, y con él publicaría sus primeras historietas en la revista "Cannibale" en el mismo año: " Rank Xerox, il coatto!" en el nº 0, "Rank Xerox!" en el n.º 10  y "Lù rapita!" en el n.º 12.
En 1980, publica "The Modern Dance" en la revista "Il Male", y funda con Andrea Pazienza y otros la editorial Primo Carnera, en la que publicará en la revista "Frigidaire" "RanXerox en Nueva York" ("Rankxerox a New York") y después "Feliz cumpleaños, Lubna" ("Buon compleanno, Lubna").
Desde 1982, vive y trabaja en Francia, donde es muy apreciado como dibujante e ilustrador ("Transfert", "Métal Hurlant", "A Suivre") y como  guionista ("L'Écho des Savanes", "Chic").
En 1983, llevó a cabo la portada del álbum "The Man from Utopia", de Frank Zappa.
En 1984, colabora en la película " Los cazafantasmas", de Ivan Reitman. En el mismo año, hizo la portada de "Beat Up", primer disco sencillo del grupo  neoyorquino de ska The Toasters. También ese año, se dedicó a Liberatore un espacio en el programa de TVE " La Edad de Oro".
En 1990 apareció como él mismo en la película "Didier", de Alain Chabat.
Hizo los decorados de la adaptación cinematográfica de la novela de Stefan Zweig "24 horas de la vida de una mujer" ("24 heures de la vie d'une femme"), dirigida por Laurent Bouhnik y con Agnès Jaoui y Michel Serrault en los papeles principales. La película se rodó en el 2001 y se estrenó en el 2002. En ese último año, Liberatore trabajó como actor en la película de Christian Chapiron "Traitement de substitution n°4" (en la distribución en vídeo, "Substitution n°4").
A partir de 1996, se publicó en Italia en la revista "Selen", de la editorial "3ntini & Co.", la tercera parte de la trilogía de RanXerox, con guion de Alain Chabat y Liberatore.
En el 2003, obtuvo junto con Philippe Guillotel y Florence Sadaune el Premio César por el diseño de vestuario de la película "Astérix y Obélix: Misión Cleopatra". En ese mismo año, apareció como actor en la película "Paraboles", de Rémi Bezançon.
En el 2004, se encargó del diseño de preproducción de la película "RRRrrrr!!!", de Alain Chabat.
En el 2006, hizo la portada del álbum "Dolci frutti tropicali", del cantautor italiano "Pacífico".
Uno de sus trabajos más recientes es "LUCY L'espoir" ("Lucy: la esperanza"), una historia sobre los  australopitecos, con guion de Patrick Norbert. Esta novela gráfica es la primera obra de Liberatore en la que las páginas están realizadas enteramente con técnica digital.
Liberatore sigue viviendo en Francia, con su esposa Maria y su hija Marianna.